# Amrita Singh

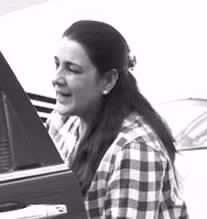
Amrita Singh, 2011

Amrita Singh (* 9. Februar 1958 in Punjab, Indien) ist eine indische Filmschauspielerin.

## Leben
Amrita Singh stammt aus einer Sikh Familie. Sie ist die Tochter von Shivinder Singh Virk, der ein Offizier der indischen Armee war und Rukhsana Sultana, welche als indische politische Aktivistin tätig war.
Amrita Singh besuchte von 1964 bis 1976 die Modern School in Neu-Delhi und absolvierte danach eine Schauspielausbildung. Im Oktober 1991 heiratete sie Saif Ali Khan. Vor der Heirat konvertierte sie zum Islam. 1993 unterbrach sie ihre Filmkarriere, um sich ihrer Familie zu widmen; 2002 hatte sie ein erfolgreiches Comeback im Film 23rd March 1931: Shaheed. Im Jahr 2004 ließ sich das Ehepaar scheiden. Beim Film Mubarakan, der 2017 erschien, verließ Amrita Singh die Dreharbeiten und wurde durch Ratna Pathak ersetzt.

## Filmographie
- 1983: Betaab
- 1984: Sunny
- 1985: Mard
- 1986: Chameli Ki Shaadi
- 1987: Naam O Nishan
- 1988: Charnon Ki Saugandh
- 1989: Galiyon Ka Badshah
- 1990: Veeru Dada
- 1991: Sadhu Sant
- 1992: Raju Ban Gaya Gentleman
- 1993: Rang
- 2002: 23rd March 1931: Shaheed
- 2005: Kalyug
- 2005: Kavyanjali (TV-Serie)
- 2007: Shootout at Lokhandwala
- 2011: Kajraare
- 2013: Aurangzeb
- 2014: 2 States
- 2016: A Flying Jatt
- 2017: Hindi Medium

## Preise
- 1994: Filmfare Award als Beste Nebendarstellerin für Film Aaina
- 2006: Nominierung zum Filmfare Award als Bester Schurke (Preis wird nicht geschlechtsspezifisch vergeben) für Film Kalyug
- 2006: Star Parivaar Award des Fernsehsenders Star Plus für Kavyanjali
- 2015: Nominierung zum Filmfare Award als Beste Nebendarstellerin für Film 2 States
- 2015: Nominierung zum IIFA Award als Beste Nebendarstellerin für Film 2 States